# Proterotaiwanella sculptulata
Proterotaiwanella sculptulata är en mångfotingart som först beskrevs av Masatoshi Takakuwa 1936.  Proterotaiwanella sculptulata ingår i släktet Proterotaiwanella och familjen storhuvudjordkrypare.
Artens utbredningsområde är Taiwan. Inga underarter finns listade i Catalogue of Life.